# Kim Hyun-soo (calciatore febbraio 1973)
Kim Hyun-soo (김현수?, 金鉉洙?; 14 febbraio 1973) è un ex calciatore sudcoreano, di ruolo difensore.

## Carriera

### Club
Durante la sua carriera ha giocato con varie squadre di club, tra cui principalmente con il Jeonbuk Hyundai Motors, con cui conta 127 presenze e 2 goal.

### Nazionale
Conta 6 presenze con la Nazionale sudcoreana.